# Oedebasis longipalpis
Oedebasis longipalpis là một loài bướm đêm trong họ Noctuidae.